# Dirección General de Coordinación e Investigación
La Dirección General de Coordinación e Investigación es el órgano directivo del Centro de Investigaciones Sociológicas (CIS) que se encarga de la programación general de las tareas de investigación del Organismo, así como de su ejecución, dirección y difusión. También, gestiona las competencias TIC del CIS.

## Historia
Este órgano directivo se creó en la reestructuración del CIS que acaeció en el verano de 1987. En esta época, dentro de la Dirección General del Centro de Investigaciones Sociológicas se constituyeron dos subdirecciones generales, una de investigación y otra de publicaciones.
Tras la transformación del CIS en un organismo autónomo en 1990, la primera de estas subdirecciones se renombra como Departamento de Investigación, con la misma categoría, manteniéndose así hasta el Real Decreto 166/2025, de 4 de marzo, que volvió a reorganizar el CIS y elevó de rango a dicho departamento, renombrando el órgano como Dirección General de Coordinación e Investigación.

## Estructura y funciones
La Dirección General de Coordinación e Investigación ejerce sus funciones a través de los siguientes órganos directivos, todos ellos con rango de Subdirección General:
- El Departamento de Tecnologías de la Información y Comunicaciones, al que le corresponde la definición y supervisión de las políticas TIC del CIS, el desarrollo de los sistemas de información y aplicaciones que fueren necesarios, así como la coordinación y supervisión de la política de protección de datos personales.
- El Departamento de Banco de Datos, al que le corresponde dirigir, mantener y coordinar el banco de datos del centro, coordinar proyectos relacionados con la gestión y uso de los datos, así como facilitar su acceso y la incorporación de esos datos a otras bases nacionales e internacionales.
- El Departamento de Publicaciones y Fomento de la Investigación, al que le corresponden las tareas de edición y difusión de revistas, boletines, libros y cualesquiera otras publicaciones gestione el centro, así como dirigir la biblioteca del centro, organizar y fomentar reuniones, cursos y seminarios sobre investigación en ciencias sociales y la gestión de las becas, ayudas y premios relativos a dicha investigación.

La Dirección General también cuenta con una Unidad de Apoyo para asistir al titular del órgano directivo.

## Titulares
La actual titular de la Dirección General es Silvia García Ramos, funcionaria del Cuerpo Superior de Administradores Civiles del Estado, nombrada en marzo de 2025. Hasta su nombramiento, se había desempeñado como directora del Departamento de Investigación desde marzo de 2024.